# Só Sin
Só Sin (尚真; Hepburn: Shō Shin; 1465–1527) a Rjúkjúi Királyság királya volt a második Só-dinasztiából harmadikként. Hosszú uralkodását gyakran említik „Csúzan nagy napjaiként” is, mint a tartós béke és a viszonylagos jólét időszaka. A dinasztia alapítójának, Só Ennek volt a fia, aki az ő javára lemondatott nagybátyjától, Só Szenitől vette át a trónt.
A királyság alapvető közigazgatási és gazdasági szervezetének kialakulása Só Sin uralkodásának idejére nyúlik vissza. Ahogy a kormány egyre intézményesítettebbé és szervezettebbé vált, az adzsik (helyi hatalmasságok) úgy vesztették el egyre inkább hatalmukat és önállóságukat, és sokkal közelebbi függésbe kerültek a Suriban székelő kormányzattól. Hogy megerősítse az országban a központi irányítást, és csökkentse az adzsik lázadásának a kockázatát, elrendelte, hogy minden fegyvert gyűjtsenek össze tőlük az ország védelmének megerősítésére, és megparancsolta, hogy minden adzsinak Suriba kell költöznie. A fegyvereiktől megfosztott, és földjeiktől valamint embereiktől távolra költöztetett hatalmasságok már sokkal kevésbé voltak képesek önállóak maradni vagy lázadást szervezni, ráadásul idővel egyre nőtt az érzelmi kötődésük is a fővároshoz. Az adzsik lakóhelyeit három kerületre osztották a fővárosban: egy az északi, egy a déli, illetve egy a középső területekről érkező hatalmasságoknak. Ezek a területek korábban önálló államok (az északi Hokuzan, a középső Csúzan, a déli Nanzan) voltak, amelyeket átneveztek ma is használatos neveikre.
Az adzsik területeiken helyetteseket, úgynevezett adzsi okitéket hagytak hátra, hogy területeiket a nevükben irányítsák. Ezért néhány év múlva létrejött a dzsito dai rendszere, amely a központi kormányzat által küldött ügynökökre épült, akik ellenőrizték a félreeső területeket. Az északi területeken élő néhány adzsi számára megengedte, hogy ne költözzenek Suriba, mivel túl erősek voltak ahhoz, hogy a király rájuk kényszerítse az akaratát ebben a kérdésben. Azonban harmadik fiát kinevezte az „észak felügyelőjének”, és felhatalmazta arra, hogy fenntartassa a békét és a rendet.
Az okinavai nyelv hivatalnokok és bürokraták által használt suri dialektusát ebben az időben szabványosították, amely a költészet és az irodalom aranykorát indította el a szigeten. 1532-ben készült el a szájhagyomány alapján összegyűjtött dalokat, verseket és énekeket tartalmazó Omoro Szósi első néhány kötete. A későbbi kötetekkel együtt ez a mű az egyik legfontosabb elsődleges forrás a sziget történelmét kutató történészek számára.
Az adzsik fővárosba költöztetése a város gyors fejlődését hozta magával, sok kapu, pavilon, tó, híd, emlékmű és kert épült fel. Ezek az építkezések sok kőműves és ács közreműködését igényelték, és nyersanyagokra is szükség volt hozzájuk, amelyet az adzsik saját területeiről teremtettek elő. Ez elősegítette a sziget gazdasági egységesülését is, hiszen a munkaerő a fővárosba, illetve a mellette található Naha kikötővárosába, a javak pedig szintén oda illetve onnan vidékre áramlottak. Ez a folyamat lehetővé tette, hogy a területek specializálódjanak, és így a luxustermékek termelése is jelentősen megnőtt. A hajtűk és egyéb díszek használata a divat részévé vált az udvari emberek és a bürokratát között, új selyemkészítési és szövési technikákat importáltak, és az arany, az ezüst és a lakk használata mindennapossá vált a városlakók körében. Az urbanizáció a kereskedő, udvari emberek és a városlakók vagyoni gyarapodásához vezetett, azonban a lakosság döntő többségét alkotó halászok és földművesek viszonylag szegények maradtak.
Só Sin uralkodása alatt új, kínai stílusú uralkodó palota épült, és az udvari rituálék és ceremóniák is nagy változáson mentek át. Két magas követ, úgynevezett „sárkány oszlopokat” állítottak a palota bejárata elé, amelyeket nem kínai, koreai vagy japán, hanem thaiföldi és kambodzsai mintás volt. Uralkodása idején a sziget nem csak kulturálisan és gazdaságilag fejlődött, de a területe is növekedett, ahogy több környékbeli szigetet is irányítása alá vontak.
Ötvenéves uralkodás után, 1526-ban elhunyt Só Sin, és fia, Só Szei követte a trónon. Azt mondták, hogy ilyen hosszú uralkodás után a tisztviselőknek nehéz dolgot jelentett a király temetés megfelelő megszervezése, az új király beiktatása és az egyéb fontos kapcsolódó ceremóniák előírt elvégzése.

## Fordítás
Ez a szócikk részben vagy egészben  a   Shō Shin című angol Wikipédia-szócikk ezen változatának fordításán alapul.  Az eredeti cikk szerkesztőit annak laptörténete sorolja fel. Ez a jelzés csupán a megfogalmazás eredetét és a szerzői jogokat jelzi, nem szolgál a cikkben szereplő információk forrásmegjelöléseként.